# Salamander (sinh vật thần thoại)
Salamander là một sinh vật thần thoại có hình dạng giống thằn lằn và được cho là có ái lực với lửa, đặc biệt là nguyên tố hỏa. Salamander thường đi cùng với Undine, Gnome và Sylph là bốn tinh linh đại diện cho bốn nguyên tố cổ điển.

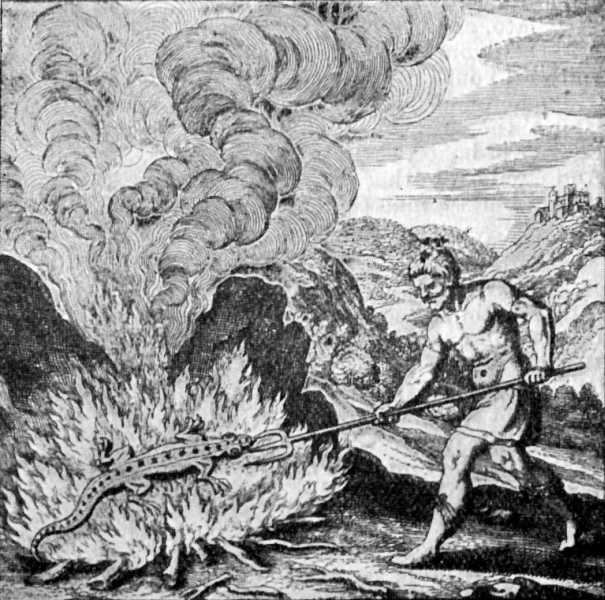
Tranh vẽ Salamander cùng ngọn lửa trong Sách Lambspring.

## Truyền thuyết thời Trung cổ và Phục hưng
Loài sinh vật thần thoại này có những phẩm chất tuyệt vời mà các nhà phê bình thời cổ đại, trung cổ gán cho loài kỳ nhông ngoài tự nhiên. Nhiều phẩm chất trong số này bắt nguồn từ những đặc điểm có thể kiểm chứng được của sinh vật tự nhiên nhưng thường bị phóng đại. Một số lượng lớn truyện thần thoại, thần thoại và biểu tượng đã kể về loài sinh vật này qua nhiều thế kỷ.

## Hình tượng
Trong văn hóa Châu Âu, Salamander thường được miêu tả là một con thằn lằn (hoặc rồng) được bao bọc bởi một ngọn lửa hừng hực. Francis I của Pháp đã sử dụng Salamander làm biểu tượng cá nhân của mình. 